# 横浜市立栗田谷中学校
横浜市立栗田谷中学校（よこはましりつ くりたやちゅうがっこう）は、神奈川県横浜市神奈川区栗田谷に所在する公立中学校。栗中（くりちゅう）と略称される。

## 沿革
- 1947年（昭和22年）
  - 5月1日 横浜市立青木中学校として幸ヶ谷小学校に併設
  - 5月5日 開校幸ヶ谷・栗田谷・三ッ沢の小学校の卒業生、1、2年生計518名、職員11名
  - 5月6日 幸ヶ谷小学校より5教室および講堂を借り、授業開始
  - 5月14日 講堂は区役所使用となり代わりに6教室を借りる
  - 5月30日 PTA後援会創立
  - 11月29日 PTA創立
- 1948年（昭和23年）4月1日 入学式入学生461名各学年揃う計979名職員34名
- 1949年（昭和24年）
  - 3月23日 第一回卒業式卒業生110名
  - 4月1日 入学式入学生473名栗田谷中学校
  - 7月4日 校名を変更して「横浜市立栗田谷中学校」となる
  - 7月22日 栗田谷小学校校舎に移転
  - 9月1日 生徒数1387名職員45名の陣容
- 1950年（昭和25年）
  - 2月1日 校章制定
  - 2月7日 校歌制定
  - 4月1日 通学区域変更。幸ヶ谷・二ッ谷小（昭和24年11月25日栗田谷小学校改称）および 青木小（昭和23年11月25日復校）区域内の内、沢渡・高島台・上反町 ・桐畑・反町・台町・鶴屋町・北軽井沢4・栗田谷・松本町の一部となる
  - 4月6日 横浜市立松本中学校新設。本校生徒383名（2、3年生）松本中学校に転校し、 生徒数1,267名職員44名となる
- 1955年（昭和30年）6月9日 十周年記念式典
- 1972年（昭和47年）6月29日 開校記念日の制定、7月4日とする
- 1973年（昭和48年）7月3日 体育館兼講堂落成記念式典
- 1977年（昭和52年）11月12日 三十周年記念式典
- 1981年（昭和56年）
  - 2月13日 神奈川県教育委員会理科教育課研究推進校研究発表会第一次発表
  - 7月13日 〃第二次発表
- 1982年（昭和57年）12月8日 改築新校舎および体育館付帯施設完成
- 1984年（昭和59年）2月15日 健康優良校として市より表彰を受ける
- 1997年（平成9年）5月17日 50周年記念式典
- 2000年（平成12年）3月22日 格技場「栗子館」落成記念式典
- 2003年（平成15年）
  - 2月 体育館兼講堂内装全面改装
  - 4月1日 二学期制試行開始
  - 7月29日 情報処理室コンピューター更新
- 2004年（平成16年）4月1日 二学期制開始
- 2005年（平成17年）7月 体育館床改装
- 2006年（平成18年）4月4日 PSY（パイオニアスクールよこはま）の指定を受ける

## アクセス
- 電車
  - 東急東横線反町駅下車、徒歩7分
  - 東日本旅客鉄道（JR東日本）東神奈川駅下車、徒歩18分
  - 横浜市営地下鉄三ツ沢下町駅下車、徒歩16分

## 通学区域
- 横浜市神奈川区[1]。
  - 横浜市立幸ヶ谷小学校区域すべて
    - 青木町、大野町、神奈川一丁目、神奈川二丁目、神奈川本町、金港町、幸ケ谷、栄町、橋本町、東神奈川一丁目、星野町、山内町

  - 横浜市立二谷小学校区域すべて
    - 旭ケ丘、西神奈川一丁目、西神奈川二丁目、二本榎1番から27番31号まで、28番、白楽1番地から89番地まで、108番地から115番地まで、平川町、広台　太田町、二谷町

  - 横浜市立青木小学校区域のうち
    - 上反町、桐畑、栗田谷1番から10番まで、14番1号から14番4号まで、15番11号から15番52号まで、沢渡、台町、高島台、反町、鶴屋町、松本町1丁目、2丁目

  - 横浜市立斎藤分小学校区域のうち
    - 斎藤分町30番14号から30番52号まで、31番から53番まで、中丸

なお、神奈川一丁目17番地の2から17番地の8と東神奈川一丁目については、2031年11月1日以降に入学する生徒については横浜市立浦島丘中学校の校区となる予定である。

## 出身著名人
- 生田秀和 - 柔道家
- 大前研一 - 経営コンサルタント、元マッキンゼー日本支社長、元カリフォルニア大学ロサンゼルス校教授
- 坪倉由幸 - お笑いタレント（我が家）
- 出川哲朗 - お笑いタレント
- 那谷屋正義 - 参議院議員
- 平岡佑己 - お笑いタレント
- 復本一郎 - 国文学者、神奈川大学名誉教授